# El amor en los tiempos del cólera
El amor en los tiempos del cólera es una novela del escritor colombiano Gabriel García Márquez, publicada en 1985.Es una novela dedicada al verdadero amor que perdura y supera las adversidades toda una vida. Es un homenaje al amor, las aventuras, el tiempo, la vejez y la muerte. La novela se inspiró en la forma en que se desarrolló la relación de los padres de García Márquez. Para escribirla se entrevistó durante varios días con sus padres, cada uno por separado, para poder encontrar más detalles de cómo iba a escribir la novela.

## Argumento
«El olor de las almendras amargas le recordaba siempre el destino de los amores contrariados». Cuando el refugiado de guerra antillano Jeremiah se suicida con un sahumerio de cianuro de oro, el doctor Juvenal Urbino atiende su caso, y se asombra al saber que es el primer suicidio no llevado a cabo por razones como el amor. Esa misma tarde, el doctor Juvenal muere tratando de alcanzar a su loro, y deja viuda a su esposa Fermina. Al final del funeral, mientras Fermina está cerrando la puerta de su casa ve a Florentino, un amor del pasado que ahora arrastra consigo la promesa de un amor que él ha expresado. En un momento de inspiración, le recuerda esta promesa de amor, que ha cumplido durante muchos años (cincuenta y un años, nueve meses y cuatro días). Fermina comienza a ser presionada por el recuerdo de un amor juvenil que no ha parado y, desde este punto, Gabriel García Márquez nos cuenta una historia de amor entrañable que ha de perdurar en el tiempo.

## Personajes principales de la obra
Florentino ArizaEra hijo no reconocido de Pío Quinto, empresario y dueño junto a sus hermanos de la Compañía Fluvial del Caribe. Florentino Ariza vestía de manera sombría, lo cual le hacía parecer más viejo de lo que era. Le gustaba leer y escribir poemas de amor. Estaba locamente enamorado de Fermina Daza, al punto de jurarle amor eterno durante más de 50 años. Además, prometió mantenerse virgen para ella, cosa que no pudo cumplir debido a un incidente con una desconocida en un barco. A partir de ese momento se acuesta con centenares de mujeres, cuyos nombres anota en la que termina haciendo una inmensa colección de cuadernos. Después de un tiempo, comienza a trabajar en la Compañía Fluvial del Caribe, en donde inicia su carrera empresarial para ganar fortuna y hacerse visible en la clase alta a la que pertenecía Fermina.
Fermina DazaEs una mujer orgullosa y altiva, como deja ver en sus disputas con Juvenal por el jabón o las disculpas que su padre obligó a pedirle al doctor. Aunque existen momentos de debilidad, como cuando acepta el matrimonio con Juvenal. Sus dudas se disipan porque la relación con Juvenal le permitirá ascender socialmente, aunque lucha toda su vida por preservar su libertad. Siempre mantiene un asomo de rebeldía. Se caracteriza por su inseguridad e incapacidad de soportar el sentimiento de culpa (necesita dejar clara siempre su inocencia). Es impulsiva, como cuando deja a Florentino o cuando acepta casarse con Juvenal sin amarlo. Siempre interpone la rabia para que no se le note el miedo.
Juvenal UrbinoMédico esposo de Fermina Daza, se dedicó a acabar con el cólera en su pueblo. De mayor usaba bastón y vestía chaleco largo, resaltando su apariencia y su personalidad. En su juventud era el soltero más codiciado por su forma de tratar a las personas y su gran sensibilidad humanitaria.  No le gustaban los animales, y cabe destacar que su muerte fue producida cuando se escapó su mascota, un loro al cual en un intento de cogerlo, resbala de una escalera y cae al suelo. Aunque todos pensaban que era un gran ser, le fue infiel a Fermina Daza con una mujer llamada Bárbara Lynch, una paciente que conoce en una visita médica a su hogar, con quien mantiene una relación amorosa clandestina por 4 meses.

## Personajes secundarios
- Lorenzo Daza - el padre de Fermina Daza, lo acusan de negocios sucios, era traficante de mulas, muy estricto con Fermina.
- Tía Escolástica - tía de Fermina Daza por parte de su padre, facilita la correspondencia entre Fermina y Florentino; cuando Lorenzo se da cuenta, ordena que se la lleven de la casa, no se conoce a donde la llevan.
- Lotario Thugut - un telegrafista alemán; anima a Florentino Ariza a la telegrafía; dueño del hotel de paso donde Florentino Ariza de joven pasó muchos momentos. Músico y enseña a Florentino las bases del violín.
- Tío León XII - tío de Florentino que le da trabajo en la CFC (Compañía Fluvial del Caribe) en la cual trabajaba y era dueño.[4]
- Tránsito Ariza - la madre de Florentino Ariza. Cómplice en los sufrimientos por amor del hijo. Prepara su casa para que en un futuro, vaya a vivir Fermina a ella. De mayor cierta pierde la razón y cree que es la Cucarachita Martínez, un personaje de cuentos infantiles, muy antiguo. Es muy protectora y se preocupa por Florentino.
- Hildebranda Sánchez - la prima con quien Fermina Daza comparte sus confidencias; se comportan como hermanas; le enseña a Fermina a fumar y en una ocasión le coquetea al futuro esposo de Fermina.
- Sara Noriega - escritora, participó en los juegos florales y conoció a Florentino Ariza al comentar el resultado del ganador de los poemas participantes. Florentino la acompaña a su casa y tienen un romance, escribe un poema entre los dos, y participan con él en los Juegos Florales.

- Olimpia Zuleta - mujer casada (palomera) con la que Florentino tuvo un romance, le pinta una flecha roja en el vientre, su marido la descubre y la asesina.
- Bárbara Lynch - mulata amante y paciente del doctor Juvenal Urbino; su relación dura aproximadamente cuatro meses.
- La Viuda de Nazaret - primera amante de Florentino Ariza.
- América Vicuña - última amante de Florentino Ariza, siendo Florentino su tutor es enviada de otra parte del país a un internado a su ciudad. Ella tiene 12 años a su llegada. Florentino tiene un romance con ella, la abandona por Fermina. Ella acaba suicidándose.
- Leona Cassiani - una gran amiga de Florentino Ariza y su confidente después de la muerte de su madre.
- Jeremiah de Saint-Amour - es compañero de ajedrez de Juvenal. El libro comienza con su muerte, desde años atrás como un suicidio, puesto que no quería envejecer.

## Contexto histórico
Si bien en la novela no se menciona el nombre de la ciudad y los años exactos del transcurrir de la vida de los protagonistas, sí existen varias referencias a personajes y eventos históricos muy precisos que permiten situarla en un contexto espacial y temporal. Entre estas referencias destacan la historia del ataque al Galeón San José y su hundimiento en la batalla de Barú (8 de junio de 1708) frente a la península de Barú (45 km al suroeste de la ciudad de Cartagena) con un tesoro hundido.
Se menciona que la boda de Fermina y el Dr. Urbino fue apadrinada por el doctor Rafael Núñez (1825-1894), quien fue presidente de Colombia en tres oportunidades. El viaje de luna de miel rumbo a París pasa por el puerto de La Guaira (a 30 km de Caracas), y se mencionan además varios lugares e incluso acontecimientos que supuestamente presenciaron los recién casados durante su estadía en Europa, incluyendo el estreno de la ópera Los cuentos de Hoffmann (que se estrenó en París el 10 de febrero de 1881). En ese momento de la novela, las primeras aventuras amorosas de Florentino están indirectamente relacionadas con el sitio de Cartagena (1885) por parte del general rebelde Ricardo Gaitán Obeso (1851-1886).
Durante el preámbulo a la muerte del Dr. Urbino se menciona una visita del presidente colombiano Marco Fidel Suárez, quien ejerció entre 1918 y 1921, y el día de la muerte del Dr. Urbino se menciona el inicio de la primera presidencia liderada por el Partido Liberal (probablemente refiriéndose al período presidencial de Enrique Olaya Herrera, entre 1930 y 1934).
También se mencionan el pueblo de Ciénaga Magdalena (que dista 35 km de la ciudad de Santa Marta), y la música del compositor francés Gabriel Fauré (1845-1924).

## Adaptación al cine
En 2007 Mike Newell llevó esta novela al cine con el título Love in the Time of Cholera. Giovanna Mezzogiorno y Javier Bardem fueron los protagonistas, y el guionista fue el británico Ronald Harwood.
Las partes más emotivas están acompañadas con canciones de Shakira en la versión en español.